# اندیس رزن مزرعه
رزن مزرعه یک اندیس فلزی است که در حوالی شهر رزن استان همدان قرار دارد و مادهٔ معدنی موجود در آن، مس است.  